# ونیر، انتاریو
ونیر، انتاریو (به انگلیسی: Vanier, Ontario) یک همسایگی در کانادا است که در انتاریو واقع شده‌است.

## خصوصیات
ونیر ۲٫۹۳ کیلومترمربع مساحت و ۱۶٬۲۵۸ نفر جمعیت دارد.